# Hipokratova prisega
Hipokratova prisega je prisega zdravnikov, ki jo izrečejo ob koncu izobraževanja. Splošno prepričanje je, da jo je napisal Hipokrat, pogosto imenovan tudi Oče zahodne medicine, ali eden izmed njegovih učencev. Prisega je zapisana v jonski grščini (pozno 5. stoletje pr. n. št.) in je po navadi sestavni del Corpus Hippocraticuma. Strokovnjak za klasiko Ludwig Edelstein je podal idejo, da naj bi prisego napisali pitagorejci, vendar je ta teorija zaradi pomanjkanja podatkov o pitagorejski medicini zelo vprašljiva. V zgodovinskem in tradicionalnem kontekstu ima prisega v mnogih državah vlogo obreda, ki zdravnika vpelje v svoj poklic, čeprav se marsikje uporablja posodobljena različica besedila. Hipokratova prisega je eno najbolj znanih grških medicinskih besedil. Z njo zdravnik pri bogovih zdravja priseže, da bo branil številne etične standarde svojega poklica. Skozi stoletja so prisego pogosto spreminjali, da bi se bolje skladala z vrednotami različnih kultur, na katere je vplivala grška medicina. Hipokratovo prisego je presegla Ženevska deklaracija.